# GSC48-322
GSC48-322 — хімічно пекулярна зоря спектрального класу A7, що має видиму зоряну величину в смузі V приблизно 10,5.